# Incidente del paso Diátlov
El incidente del paso Diátlov fue la inexplicable y misteriosa muerte de nueve excursionistas (7 hombres y 2 mujeres) durante una ruta en un difícil paso de montaña de los montes Urales, en la Unión Soviética, entre el 1 y 2 de febrero de 1959. 
El grupo, con experiencia en esquí de fondo, estaba formado por estudiantes de la Universidad Estatal Técnica de los Urales. Había establecido un campamento en las laderas de Jólat Siajl, en un área que será nombrada después en honor al líder del grupo, Igor Diátlov. Sus cuerpos fueron hallados semanas después por un equipo de rescate del Ejército Soviético al no dar señales de vida. Se encontró el campamento vacío y la tienda destrozada. En un pequeño bosque cercano se encontraron los restos de una fogata y dos cuerpos al lado, vestidos solo con ropa interior a pesar de las temperaturas bajo cero reinantes. Después se encontraron tres cuerpos más. Los otros cuatro fueron hallados dos meses más tarde en otra zona boscosa.
El análisis forense dictaminó que cinco de los jóvenes murieron de hipotermia, aunque uno de ellos tenía el cráneo fracturado. El resto tenía diversos traumatismos por golpes «causados por una gran fuerza», y a una de las mujeres le faltaba la lengua. Según los forenses, murieron «aplastados bajo una gran presión» por una fuerza de origen desconocido. La tela de la tienda se había rajado desde el interior hacia fuera. Además, en la ropa de algunas de las víctimas había dosis de radiación dos veces más altas de lo habitual. La investigación concluyó sin un final claro, declarando que una "fuerza natural convincente" había causado las muertes.
El acceso a la zona fue prohibido a esquiadores y otros aventureros durante tres años después del incidente. Aunque un alud o avalancha fue la principal hipótesis barajada, el suceso durante años fue motivo de otras hipótesis, como fenómenos naturales (vientos huracanados), criminales, y otros descabellados como la aparición de criaturas legendarias del folclore ruso (yetis) o seres extraterrestres. La historia se volvió popular y dio origen a libros, series de televisión o películas como El paso del diablo (2013).
En 2015, el Comité de Investigación de la Federación Rusa reabrió la investigación y determinó que fue una avalancha la causante principal del accidente, a pesar de la poquísima pendiente de la ladera en la que se encontraba la tienda. En 2019, la oficina del fiscal general de la Federación Rusa comenzó su propia investigación y llegó a la misma conclusión en julio de 2020. En 2019 una expedición sueco-rusa a la misma zona propuso los vientos catabáticos como principal dificultad encontrada por el grupo. Según esta explicación, los jóvenes habrían sido sorprendidos por un alud o avalancha y tuvieron que abandonar rápidamente la tienda de campaña con ropa inadecuada y en unas duras condiciones: visibilidad de menos de diez metros, fuertes rachas de viento de entre 72 y 120 kilómetros por hora y temperaturas de veinte y cinco grados bajo cero. Andréi Kuriakov, subjefe de la oficina del fiscal regional, dijo: «Lucharon por la vida hasta el final, hicieron todo lo posible para salvar a todo el grupo. Pero en estas circunstancias, no tenían ninguna posibilidad». En 2021, un estudio científico publicado por la prestigiosa revista Nature analizó y demostró que un tipo de avalancha, conocida como avalancha de losa, podría explicar algunas de las lesiones de los excursionistas.

## Antecedentes
Con motivo de la realización de un viaje para la práctica del esquí de travesía por los montes Urales, en una zona entre la República de Komi y el óblast de Sverdlovsk, el 23 de enero de 1959 se reunieron en Ekaterimburgo un grupo de ocho hombres y dos mujeres. La mayoría eran estudiantes o graduados del Instituto Politécnico de los Urales (Уральский Политехнический Институт, УПИ), en la actual Universidad Técnica Estatal de los Urales de Ekaterimburgo. El grupo estaba compuesto por:
- Ígor Diátlov, líder del grupo (Игорь Дятлов) - Estudiante de Ingeniería de Radio y líder del grupo, 23 años.
- Zinaída Kolmogórova (Зинаида Колмогорова) - Estudiante de Ingeniería de Radio, 22 años. Una de las dos mujeres de la expedición.
- Liudmila Dubínina (Людмила Дубинина) - Estudiante de Economía Industrial de la Construcción, 20 años. La otra mujer componente de la expedición.
- Aleksandr Kolevátov (Александр Колеватов) - Estudiante de Física Nuclear, 24 años.
- Rustem Slobodín (Рустем Слободин) - Graduado en Ingeniería Mecánica, 23 años.
- Yuri Krivoníschenko (Юрий Кривонищенко) - Estudiante de Ingeniería de Construcción e Hidráulica, 23 años.
- Yuri Doroshenko (Юрий Дорошенко) - Estudiante de ingeniería de Radio, 21 años.
- Nikolái Thibeaux-Brignolles (Николай Тибо-Бриньоль) - Graduado en Ingeniería de Construcción Civil, 23 años. Bisnieto de un ingeniero francés que se instaló en los Urales en 1880.[3]
- Aleksandr /Semión/ Zolotariov (Александр /Семён/ Золотарёв) - Estudiante de Ingeniería Militar, guía e instructor de travesía, 37 o 38 años. Veterano de la II Guerra Mundial.[3]
- Yuri Yudin (Юрий Юдин), de 21 años y único superviviente del grupo. Falleció el 27 de abril de 2013.[3]

Estaba previsto que otro estudiante, llamado Nikolái Popov, formase parte del equipo, pero en el último momento se cayó de los planes y el grupo finalmente quedó conformado con los diez excursionistas citados.
El objetivo de la expedición era llegar a montaña Otortén (Отортен), una montaña de 1182 m s. n. m. (según mapas de la década de 1950, pero acorde a la cartografía actual, tiene 1234 m s. n. m. ) a 10 kilómetros al norte del lugar del incidente. Esta ruta, en esa estación del año, se estimó como de "Categoría III", la más difícil. Todos los miembros tenían experiencia en viajes de larga duración en esquí y en expediciones de montaña.
El grupo llegó en tren a Ívdel (Ивдель), una ciudad en el centro de la norteña provincia de óblast de Sverdlovsk el 25 de enero. A continuación, un camión se ofreció a llevarlos hasta Vizhai (Вижай) - el último asentamiento habitado en el extremo norte. Comenzaron su marcha hacia el monte Otortén desde Vizhai el 27 de enero. Al día siguiente, uno de los miembros, Yuri Yudin, que arrastraba una lesión en la espalda previa se vio obligado a regresar por una severa lumbalgia, con lo que el grupo quedó formado por nueve personas.
Con los diarios y las cámaras de fotos (en las fotos que se tomaron esos días aparecen contentos y saludables) que se encontraron en su último campamento se hizo posible realizar un seguimiento de la ruta del grupo hasta el día anterior al incidente. El 31 de enero, el grupo llegó al borde de una zona de tierras altas y comenzó a prepararse para la escalada. En un valle silvestre se abastecieron de alimentos y equipo que utilizarían más adelante para el viaje de regreso. Al día siguiente (1 de febrero), los excursionistas comenzaron a moverse a través del paso. La interpretación de los investigadores tras hallar el material y los cuerpos, concluye que al parecer tenían previsto cruzar el paso y llegar al campamento, situado en el lado opuesto, la noche siguiente, pero debido al empeoramiento de las condiciones atmosféricas por un temporal de nieve y la consiguiente disminución de visibilidad, se desorientaron y se desviaron varios grados al oeste, hacia la parte superior de la montaña Jólat Siajl (Холат Сяхл), un nombre mansi que significa «Montaña Muerta». Dándose cuenta de su error, el grupo podría haber decidido detenerse y establecer un campamento en la misma ladera de la montaña.

### La búsqueda
Se había acordado de antemano que Diátlov enviaría un telegrama a su club deportivo en la universidad cuando el grupo regresara a Vizhai. Se esperaba que esto sucediera hacia el 12 de febrero, pero transcurrido este sin haberse recibido ningún mensaje, no hubo reacción ya que los retrasos de unos pocos días eran comunes en tales expediciones. Solo después de transcurridos varios días sin noticias los familiares exigieron una operación de salvamento que obligó a las autoridades de la universidad a organizar grupos de rescate el 20 de febrero, compuestos al principio por estudiantes voluntarios y profesores. Poco después se abre una investigación de manera oficial por el fiscal de Ívdel. La policía y fuerzas del ejército se involucran con aviones y helicópteros desde el día 23 uniéndose a las operación de rescate.
El 26 de febrero, los investigadores encontraron el campamento abandonado en Jólat Siajl. La tienda estaba muy dañada, con cortes pequeños y grandes que se hicieron desde adentro. Un rastro de huellas descendía hacia el borde de los bosques cercanos (en el lado opuesto del paso, a 1,5 km al nordeste), pero después de 500 metros estaban cubiertas de nieve. En el borde del bosque, bajo un voluminoso y viejo pino, los buscadores encontraron los restos de una hoguera junto con los dos primeros cadáveres, los de Yuri Krivoníschenko y Yuri Doroshenko, descalzos, vestidos solo con su ropa interior y tumbados boca arriba. El examen ocular previo muestra que las ramas bajas del árbol donde fueron localizados estaban rotas. En el dorso de sus antebrazos y cara se observaron abrasiones presumiblemente provocadas en el intento de estos de trepar al árbol. Este extremo fue confirmado al hallarse sangre y trozos de piel en el tronco del árbol. Entre los pinos y el campamento los equipos encontraron tres cadáveres más, los de Ígor Diátlov, Zinaída Kolmogórova y Rustem Slobodín. Fueron localizados a intervalos separados de 300, 480 y 630 metros desde el árbol.
Ígor Diátlov, también tendido de espaldas, ambos brazos sobre el pecho de acuerdo a las fotografías de la autopsia. Otras versiones afirman que Dyatlov tenía una rama de abedul agarrada en una mano a modo de defensa. A 480 metros del pino fue localizado Rustem Slobodín, caído boca abajo, tenía abrasiones en la cara y entumecimiento en la región frontal. El cuerpo más cercano a la tienda fue el de Zinaída Kolmogórova, cuyo cuerpo estaba tumbado en posición lateral y mostraba abrasiones en la cara y manos y evidencias de congelación. Según sus poses, los tres estaban tratando de regresar al campamento cuando la muerte los sorprendió. A diferencia de los dos primeros, los fallecidos de este grupo estaban mejor vestidos pero igualmente descalzos.
La búsqueda de los otros cuatro expedicionarios se prolongó durante más de dos meses. Fueron encontrados por fin el 4 de mayo, bajo cuatro metros de nieve, en el arroyo de un barranco en el interior del bosque y cerca de un refugio improvisado a unos 75 metros del árbol donde fueron localizados los dos primeros excursionistas.
Lyudmila Dubínina fue localizada de rodillas apoyando el pecho en la roca. El agua corría por su cara, las cuencas de los ojos estaban vacías y la lengua, ausente. Semión Zolotariov fue encontrado en el barranco, también con las cuencas vacías. Los cuerpos de Aleksandr Kolevátov y Nikolái Thibeaux-Brignolle se encontraron juntos abrazando uno a la espalda del otro. Los cuatro se hallaban mejor vestidos que el resto de sus compañeros, incluso portando calzado alguno de ellos.

## Investigación

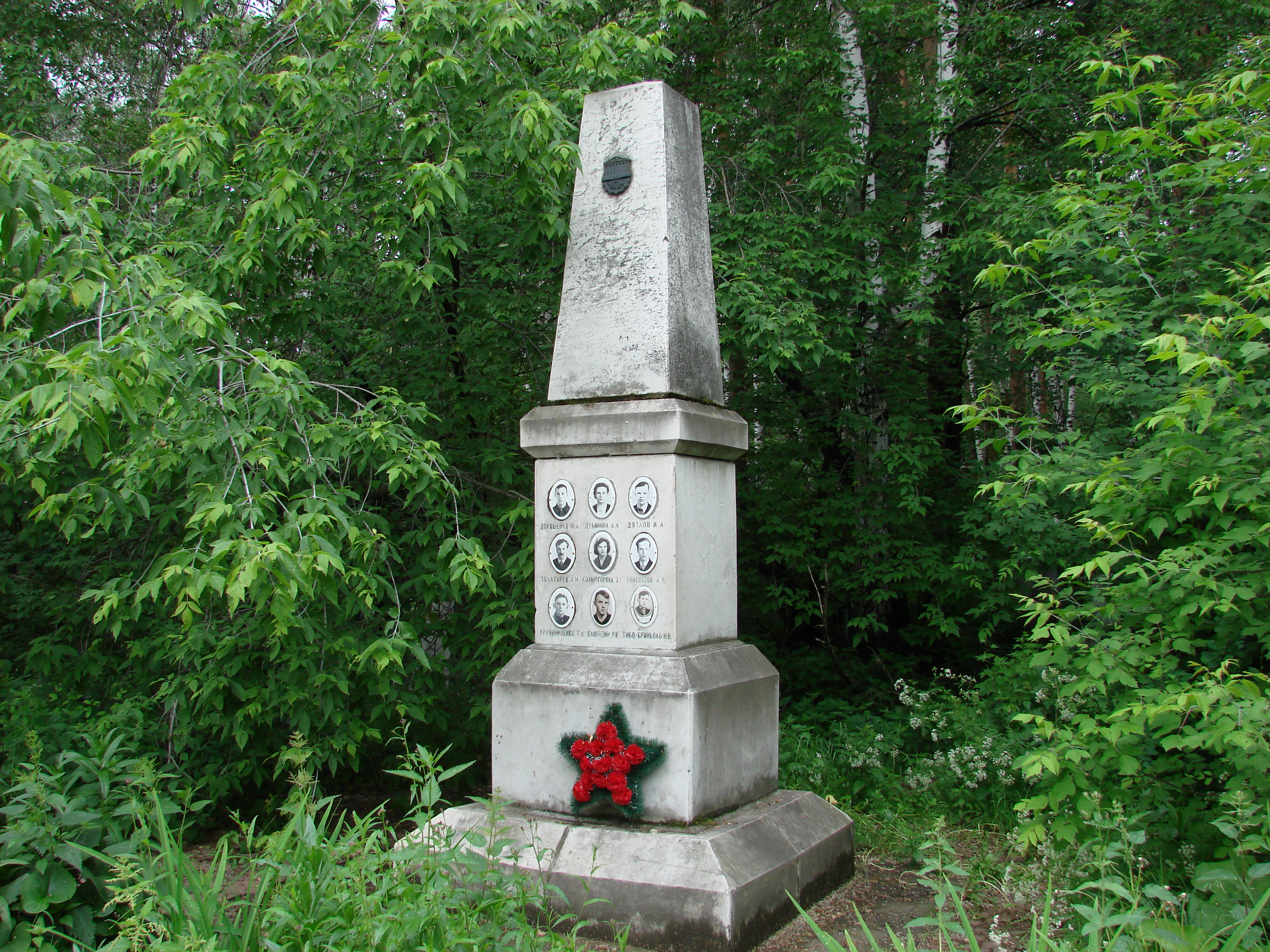
Tumba de los miembros del grupo en el cementerio Mijáilovski de Ekaterimburgo.

La autopsia de los cinco primeros cuerpos encontrados reveló que no había lesiones que hubieran podido provocar la muerte de ninguno de ellos. Además de diversas abrasiones en cara y brazos en los cinco cadáveres, el análisis forense destacó una fisura de unos 6 centímetros en el hueso del cráneo de Rustem Slobodín y una contusión en el costado de Zinaída Kolmogórova producidos por objetos romos. La conclusión de los forenses fue que los cinco excursionistas localizados el 26 de febrero fallecieron por hipotermia. Sin embargo, lejos de clarificar la secuencia de los hechos, las autopsias de los otros cuatro cuerpos hallados más tarde cambiaron drásticamente el desarrollo de la investigación. Los cuatro fallecidos mostraban lesiones mortales. La autopsia posterior mostró que la lengua de Lyudmila Dubínina estaba ausente sin determinarse la causa de esta ausencia (fue el único cuerpo localizado sin lengua). Además presentaba fracturas en las costillas al igual que su compañero Semión Zolotariov. Los otros dos mostraban traumatismos en la cabeza, siendo el de Nikolái Thibeaux-Brignolle de especial gravedad. Además, se encontraron trazas de radioactividad en algunas de las ropas de este grupo sin llegar a explicarse de manera convincente. Las conclusiones forenses fue de muerte por politraumatismo provocado por causas no determinadas.
Algunos investigadores ajenos al trabajo de campo "oficial", que tuvieron acceso a los archivos relacionados con el caso, expusieron que la versión oficial ofrecida por las autoridades declaraba que tres de los excursionistas habían perecido por hipotermia y el resto a causa de diversos accidentes de montaña. Cabe añadir que, tras los funerales de los jóvenes excursionistas, sus familiares afirmaron que los cuerpos presentaban un extraño tono marrón en la piel.
El caso se cerró oficialmente tras el entierro de los excursionistas. Tras el hallazgo de los cuerpos el Paso Diátlov permaneció cerrado durante más de tres años por las autoridades soviéticas. Yuri Yudin, el único superviviente de la expedición, declaró tiempo después: "Si yo tuviera la oportunidad de hacerle a Dios una sola pregunta sería, ¿Qué pasó realmente con mis amigos esa noche?".

## Investigaciones posteriores
En 1967, el escritor y periodista ruso de la ciudad de Sverdlovsk, Yuri Yarovói (Юрий Яровой) publicó la novela "Of the highest rank of complexity" ("Высшей категории трудности"), inspirada en este incidente. Yarovói había participado en la búsqueda del grupo de Diátlov y en la investigación, e incluso había actuado como fotógrafo oficial de la campaña de búsqueda en la etapa inicial de la investigación, por lo que tenía conocimiento de los hechos. El libro fue escrito en la época soviética, cuando los detalles del accidente se mantenían en secreto, y Yarovói tuvo que evitar revelar nada más allá de la posición oficial y los hechos conocidos. El romántico libro del accidente narra un final mucho más optimista que los hechos reales -solo el líder del grupo es encontrado muerto-. Los colegas de Yarovói afirmaron que había versiones alternativas de la novela, pero se tuvieron que rectificar debido a la censura. Desde la muerte de Yarovói sus 1980 archivos, incluyendo fotos, diarios y manuscritos, se han perdido.
Con la caída del bloque soviético algunos detalles de la tragedia se hicieron públicos en su momento en publicaciones y debates de la prensa regional de Sverdlovsk en 1990. Uno de los primeros autores de Sverdlovsk fue el periodista Anatoli Guschin (Анатолий Гущин), quien informó que la policía le dio un permiso especial para estudiar los archivos originales de la indagatoria y el uso de estos materiales en sus publicaciones. Se dio cuenta de que un número de páginas fueron excluidos de los archivos, así como un misterioso "sobre" que se menciona en la lista de casos de materiales. Al mismo tiempo, las fotocopias de algunos de los expedientes comenzaron a circular entre otros investigadores no oficiales.
Guschin resumió sus estudios en el libro "El precio del secreto del Estado, nueve vidas" ("Цена гостайны - девять жизней". Algunos investigadores han criticado su concentración en la hipótesis especulativa de un "arma secreta experimental soviética". Sin embargo, la publicación despertó el debate público, estimulado el interés por los fenómenos paranormales. De hecho, muchos de los que permanecieron en silencio durante 30 años reportaron nuevos datos sobre el accidente. Uno de ellos fue el expolicía Lev Ivanov (Лев Иванов), quien dirigió la investigación oficial en 1959. En 1990 publicó un artículo junto con su admisión de que el equipo de investigación no tenía ninguna explicación racional del accidente. También informó de que recibió órdenes directas de los altos funcionarios regionales para cesar la investigación judicial y mantener sus materiales en secreto después de informar que el equipo había visto "esferas voladoras". Ivanov personalmente cree en una explicación paranormal, específicamente que la muerte de los esquiadores está relacionada con avistamientos ovnis.
En el año 2000, una compañía de televisión regional produjo el documental "Dyatlov Pass" ("Дятлова Перевал"). Con la ayuda del equipo de filmación, una escritora de Ekaterimburgo, Anna Matvéieva (Матвеева Анна), publicó el documental de ficción de la novela del mismo nombre. Una gran parte del libro incluye amplias citas de los archivos oficiales, los diarios de las víctimas, entrevistas con investigadores y otros documentales recogidos por los cineastas. La línea narrativa del libro detalla la vida cotidiana y los pensamientos de una mujer moderna (un alter ego de la propia autora) que intenta resolver el caso.
La Fundación Diátlov fue creada en Ekaterimburgo (Екатеринбург), con la ayuda de la Universidad Estatal Técnica de los Urales, dirigida por Yuri Kuntsévich (Юрий Кунцевич). El objetivo de la fundación es convencer a los actuales funcionarios de Rusia para reabrir la investigación del caso, y para mantener el Museo Diátlov "para perpetuar la memoria de los excursionistas muertos". En el museo se exponen varios documentos de los alpinistas, como fotos, diarios, ropas y demás objetos.
Desde el año 2017 un grupo de entusiastas de la desaparición de los excursionistas mantienen una web titulada dyatlovpass, un grupo de Facebook y un foro donde intercambian información. El acceso a los informes forenses y fotografías tomadas inmediatamente antes de la noche de su fallecimiento pueden estudiarse libremente. En 2020 una investigación rusa llegó a la conclusión de que se habría tratado de una avalancha.

## Explicaciones

### Avalancha
Se ha sugerido que una avalancha fue la causante de la muerte de los excursionistas. Para sostener la hipótesis se basan en los datos meteorológicos que indican que la temperatura cae desde -11 °C hasta los -25 °C. Sin embargo, las evidencias físicas de la zona no apuntan a esta posibilidad de acuerdo a algunos seguidores del caso.

### Infrasonido
Es una hipótesis popularizada por Donnie Eichar en su libro Dead Mountain, publicado en el año 2013. De acuerdo a lo sugerido por el autor, en el paso se puede generar una calle de vórtices de von Kárman, que pudo producir un sonido inaudible por el oído humano pero con la capacidad de producir ataques de pánico entre los miembros de la expedición. Eichar sugiere que este pánico pudo provocar la huida de la tienda, sin control ladera abajo. Posteriormente recuperarían la cordura, pero debido a las condiciones precarias de la vestimenta y la oscuridad, a una parte del grupo le fue imposible regresar hasta la tienda, mientras que la otra, por un accidente con unas rocas, caería al fondo del arroyo donde fueron encontrados.

### Pruebas militares
Otras hipótesis argumentan que diversas pruebas militares se llevaron a cabo en las inmediaciones de la Jólat Siajl. Esta hipótesis bien puede incluir el lanzamiento de diversos cohetes secretos, una prueba de armas con radiación o el uso de minas lanzadas con paracaídas.

### Desnudo paradójico
De acuerdo a estudios anteriores, en diversos casos de hipotermia el frío puede conducir a un sesgo cognitivo de tal forma que el afectado puede desvestirse por una falsa sensación de calor extremo. Este trastorno ha sido bautizado como desnudo paradójico. De acuerdo a un artículo de International Science Times los componentes de la expedición pudieron sufrir este trastorno.

### El legendario Yeti ruso
En el año 2014 el canal Discovery Channel emitió un documental titulado Russian Yeti: The Killer Lives en el que se sugiere que los exploradores del paso de Dyatlov pudieron ser atacados por la versión rusa del animal criptozoológico el yeti. Pese a todo, el documental finaliza comentando que no hay evidencia que sostenga esta hipótesis, por lo que se descarta al carecer de todo rigor.

### Extraterrestres
Otro grupo de excursionistas cerca del lugar de la muerte del grupo de Ígor Diátlov declararon haber observado orbes anaranjados. Eso ha permitido especular con la posibilidad de seres de otros mundos, sin mayor evidencia que este testimonio y la hipótesis sostenida por el expolicía Lev Ivanov. En 2011, la serie documental del canal History Channel Ancient Aliens, en un episodio acerca de los lugares malditos, se hipotetiza acerca del incidente del paso Diátlov, indicando que los alienígenas pudieron haber causado estas muertes. El episodio fue emitido en Estados Unidos en 2010, siendo parte de la tercera temporada, y con el título «Zonas del mal». Al igual que el documental de Discovery Channel no se presentaron pruebas que permitan justificar las hipótesis.

### Operaciones secretas de la KGB
El autor Alekséi Rakitin en su libro "Dyatlov Pass" argumenta que Aleksandr Zolotariov, Aleksandr Kolevátov y Yuri Krivoníschenko podrían ser empleados de la KGB, pero en realidad ser doble agentes con una misión de llevar unas muestras radioactivas y unas fotografías a unos espías de la agencia secreta estadounidense CIA. Algo podría haber salido mal y el resultado fue la muerte de todo el grupo. Añaden más confusión ciertos testimonios que afirman que se recogieron más de nueve cuerpos. Sin embargo, estos testimonios no son tenidos en cuenta por la mayoría de los seguidores del caso.

### Otras hipótesis
Existen otras hipótesis que pretenden explicar la muerte de los excursionistas pero igualmente sin evidencias que las sostengan. Algunas de estas son:
- Asesinados por una tribu de los Mansi vecina.[12][27]
- Confundidos por unos fugados de un Gulag cercano.[18]
- Intoxicados por el consumo de setas alucinógenas.[34]
- Afectados por una tormenta eléctrica.
- Víctimas de un experimento de teletransporte (popularizada a partir de la película de 2013 El paso del diablo).
- Intoxicados accidentalmente por los humos del hornillo encendido en la tienda.[34]
- Afectados por una súbita fluctuación gravitacional en la zona.